# John Joseph Fitzpatrick
John Joseph Fitzpatrick (ur. 12 października 1918 w Trenton, Ontario, zm. 15 lipca 2006 w Brownsville, Teksas), amerykański duchowny katolicki pochodzenia kanadyjskiego, biskup.
Osiedlił się w USA w młodości, kształcił się w stanie Nowy Jork. Święcenia kapłańskie otrzymał 13 grudnia 1942 i został inkardynowany do diecezji Buffalo. W 1948 przeniósł się na Florydę. W 1968 został kanclerzem, a w czerwcu tegoż roku mianowano go biskupem pomocniczym diecezji Miami. Sakrę biskupią otrzymał 28 sierpnia 1968 z rąk arcybiskupa Miami Colemana Carrolla (jednym ze współkonsekratorów był przyszły kardynał Joseph Bernardin). Tytularną stolicą biskupią Fitzpatricka było Cenae.
W kwietniu 1971 został mianowany biskupem diecezji Brownsville w Teksasie. Jako zwierzchnik diecezji wspierał rozwój mediów katolickich, doprowadził do otwarcia centrum dla uchodźców z Ameryki Środkowej im. arcybiskupa Oscara Romero, kierował uroczystościami 25-lecia diecezji w 1990. W kwietniu 1980 konsekrował Bazylikę Matki Bożej z San Juan del Valle. W listopadzie 1991 przeszedł w stan spoczynku, ale ponownie stał na czele diecezji od czerwca 1994 do maja 1995, po śmierci swojego następcy, jezuity Enrique San Pedro.